# مسجد خطبة
مسجد خطبة (بالإنجليزية: Khutba Mosque)‏ هوَ مسجد يقع في منطقة بودوتشيري في الهند، وهو أيضًا مسجد القرن الـ17؛ لأنه أول مسجد بُنِي في منطقة بودوتشيري التي تضم العديد من دور العبادة.
يطلق عليه أيضاً اسم المسجد الجامع وقد بني خلال الاحتلال الاستعماري الفرنسي، ويعتبر نموذجًا بارزًا للثقافة العلمانية في المنطقة. ولاشك أنه أول مسجد بني في بودوتشيري.

## لمحة تاريخية
يعد خطبة (بمعنى الوعظ) أول جامع يتم بناؤه في إقليم بوتديشيري، ويُذكر أنه أثناء القرن السابع عشر، حيث كان الجامع بالمنطقة البيضاء، أصدر الاحتلال الفَرَنسي أمراً بنقله وكذا الحي الإسلامي إلى الطرف الجنوبي من المدينة. وقد بنيت هذه الشوارع في اتجاه مكة المكرمة. كما يوجد به ضريح الملا سايوبيوم (Moulla Saiubum). يُعقد بهذا المسجد به دروس وعظية يومية بالإضافة إلى صلاة الجمعة. يتردد على هذا المسجد للحديث في الغالب ممن أسلم من التامليون.
وقد بني المسجد خطبة محمد جامع الملا. هذا المسجد يحتوي على بركة صغيرة بها أسماك، قاعة نظيفة، وقاعة طهي الطعام لصائمي رمضان. مسجد خطبة له نمط معماري فرنسي مع نافورة من المياه العذبة الجميلة.

## ضريح
يمكن للزوار الذهاب إلى ضريح الملا سايوبيوم (Moulla Saiubum). ووفقا لبعض فقد أعطي الضريح مسمى المسجد(Moulla Saiubha Kuthba). وتقام هناك الاحتفالات الإسلامية ويضيء المسجد ويُزيّن خلال أيام الأعياد.

## دور المسجد
هو مسجد للصلاة ومركز للدعوة ورئيس المركز (إمام المسجد) من جماعة التبليغ في بونديشيري.

## وصلات خارجية
- بودوتشيري على الانترنت